# Amphorosiphon pulmonariae
Amphorosiphon pulmonariae är en insektsart. Amphorosiphon pulmonariae ingår i släktet Amphorosiphon och familjen långrörsbladlöss. Inga underarter finns listade i Catalogue of Life.